# Hanabi-la daikaiten
Hanabi-la daikaten è il primo singolo dei Sex Machineguns pubblicato il 22 aprile del 1998 dalla Toshiba-EMI dall'album Sex Machinegun.

## Tracce
1. Hanabi-la daikaiten-6:12
2. Sex Machinegun-5:36

## Formazione
- Anchang - voce, chitarra
- Noisy - basso
- Speed Star Sypan Joe - batteria
- Sussy - chitarra